# جورج كورك
جورج كورك (بالإنجليزية: George Crook)‏ هو ضابط أمريكي، ولد في 8 سبتمبر 1828 في دايتون في الولايات المتحدة، وتوفي في 21 مارس 1890 في شيكاغو في الولايات المتحدة.

## وصلات خارجية
- جورج كورك على موقع الموسوعة البريطانية (الإنجليزية)